# 20e corps d'armée (Empire allemand)
Pour les articles homonymes, voir 20e corps d'armée.
Le 20e corps d'armée est une unité majeure de l'armée prussienne.

## Histoire

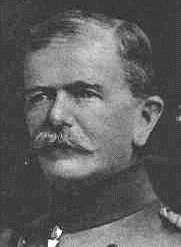
Friedrich von Scholtz

Le corps est créé le 1er octobre 1912 et son quartier général se trouve à Allenstein. Il est subordonné à la 1re inspection de l'armée (de).

### Première Guerre mondiale
Au début de la Première Guerre mondiale, le 20e corps (37e et 41e divisions d'infanterie) sous les ordres du General der Artillerie von Scholtz faisant partie de la 8e armée sur le front de l'Est en Prusse-Orientale. Avant le début de la bataille de Tannenberg, le général von Scholtz fait reculer son corps d'armée sur la ligne Usdau-Mühlen devant la supériorité numérique de la 2e armée russe en marche. Le 25 août, Scholtz a reçu l'ordre de maintenir son front défensif entre Gilgenburg et Tannenberg jusqu'à ce que l'arrivée du 1er corps de réserve et du 17e corps d'armée soit effective à l'arrière de l'ennemi. Le 20e corps attire alors sur lui la masse des 23e et 15e corps russes et ne peut que difficilement résister à la pression. À gauche, la 3e division de réserve du général von Morgen le soutient dans la région de Hohenstein. À l'aile droite, le 1er corps d'armée du général von François se positionne dans la région de Neidenburg avant l'attaque allemande après le long transport ferroviaire via Eylau. Après la victoire remportée jusqu'à la fin du mois d'août à Tannenberg, le corps d'armée joue également un rôle déterminant dans la bataille des lacs de Mazurie, au cours de laquelle la 1re armée russe est également repoussée vers l'Angerapp.
Fin septembre 1914, le corps se déplace vers l'est de la Silésie pour rejoindre la 9e armée et participe à la bataille de la Vistule, après une approche via Czestochowa, qui doit être interrompue devant Varsovie en raison des contre-attaques russes. En novembre 1914, le corps entra en ligne de compte au centre de la 9e armée depuis la région de Thorn vers le sud-est, combat à la mi-novembre près de Kutno à la mi-novembre et à la fin novembre après avoir avancé sur Stryków lors de la bataille de Łódź. Là aussi, il faut battre en retraite à la suite de fortes contre-attaques russes. Dès le début du mois de décembre 1914, une nouvelle approche de la 9e armée a lieu sur Łowicz, le 20e corps suit cette avancée jusqu'à la Rawka. Au début de l'année 1915, le 20e corps (groupe "Scholtz") est transféré de nouveau à la 8e armée dans la région de Johannesburg. Il tient le front face aux forces ennemies qui se trouvent sur la Narew dans la région au nord de Lomscha et a sous ses ordres la 41e division d'infanterie, la 1re division de Landwehr et la 3e division de réserve. L'ancien 8e haut commandement de l'armée est retiré du front, rebaptisé "Armée du Niémen" et prend le commandement des forces allemandes en Courlande le 26 mai 1915 à partir de Tilsit.
Le lieutenant-colonel Detlof von Schwerin (de) est devenu le 25 janvier 1915 chef d'état-major général du 20e corps d'armée et, à partir du 26 mai 1915, également chef d'état-major général de la 8e armée. Avec la formation du groupe d'armée Scholz le 8 octobre 1915, Schwerin prend également le poste de chef d'état-major général. Après l'approche de la ligne Bobr, le commandement général du 20e corps d'armée prend le nom de la 8e armée dans la région de Lyck. Ce n'est qu'en décembre 1915 que l'autorité de commandement précédente (l'armée du Niémen) reprend son nom initial d'AOK 8.
Le 18 septembre 1915, le 20e corps (donc en même temps la 8e armée suppléante) est dissous et l'état-major est utilisé pour former le groupe d'armée "Scholtz", dont les formations progressent vers l'est en direction de Grodno à l'automne 1915 et y sont libérées par la 12e armée.

### Détachement d'armée Scholtz et détachement d'armée D
Le 20e commandement général est rebaptisé détachement d'armée Scholtz. Le détachement d'armée "Scholtz" se déplace vers le nord et prend en charge la progression des troupes allemandes dans la région de Dünaburg, où il a sous ses ordres le corps d'armée Eben, le corps d'armée Lauenstein et le corps de cavalerie Richthofen.
Le 3 janvier 1917, le groupe d'armée "Scholtz", déjà en guerre de tranchées sur la Düna depuis un an, est rebaptisé groupe d'armée "D". Le 22 avril 1917, Günther von Kirchbach est nommé commandant en chef du détachement d'armée D. Le 12 décembre 1917, le colonel général saxon Hans von Kirchbach devient son successeur. En janvier 1918, il a sous ordres entre le Düna et Dysna (de) :
- 53e corps (de) sous les ordres du lieutenant-général Leo Limbourg avec les 85e division de Landwehr, 3e division d'infanterie, 5e division de remplacement (de) et 23e division de réserve.
- 56e corps (de) sous les ordres du général der Kavallerie Götz von König avec les 23e division de Landwehr (de), 87e division d'infanterie et 8e division de cavalerie.

Du 18 au 28 février 1918, la progression reprend pour imposer la paix à la Russie soviétique. Le premier jour, Dünaburg est occupée, suivie le 21 février par Rositten, le 23 par Ostrov et le 24 par Pskov, du 53e corps. Le 56e corps atteint Polotsk à la même heure, mais cette ville faisait déjà partie de la bande d'avance de la 10e armée  qui avance plus au sud.
En raison de la situation de guerre, le détachement d'armée D devient superflue et est dissout le 2 octobre 1918. L'état-major libéré sert le 2 octobre 1918 à la réactivation du 20e corps d'armée qui, sous le commandement du général Albrecht, trouve à son tour une dernière utilisation dans le groupe d'armées "Kiev" en tant que protection de l'Ukraine et contre l'Armée rouge dans la région de Poltava.

## Structure

### Organisation en 1914
- 37e division d'infanterie à Allenstein
- 41e division d'infanterie en Deutsch-Eylau
- 1er bataillon de chasseurs à pied à Ortelsbourg
- 2e détachement de mitrailleuses de forteresse à Lötzen
- Commandant du génie du 20e corps d'armée à Graudenz
  - 23e bataillon du génie de Prusse-Occidentale à Graudenz
  - 26e bataillon du génie de Mazurie à Graudenz
- 20e bataillon de train de Mazurie à Hammerstein (provisoire)

| Grade                  | Nom                   | Date                                  |
| ---------------------- | --------------------- | ------------------------------------- |
| General der Artillerie | Friedrich von Scholtz | 1er octobre 1912 au 18 septembre 1915 |
|                        | 20e corps dissous     | 18 septembre 1915 au 2 octobre 1918   |
| Generalleutnant        | Viktor Albrecht       | 2 octobre 1918 au 29 novembre 1918    |